# Họ Dương đầu
Họ Dương đầu (danh pháp khoa học: Olacaceae) là một họ thực vật hạt kín trong bộ Santalales. Chúng là các loài thực vật có thân gỗ, bản địa của khu vực nhiệt đới rộng khắp trên thế giới.
Hệ thống APG năm 1998, cũng như hệ thống APG II năm 2003 và hệ thống APG III năm 2009 đều gán nó vào bộ Santalales trong nhánh core eudicots. Tuy nhiên, giới hạn định nghĩa của họ này thì không thống nhất giữa các tác giả khác nhau và ngay cả trong các hệ thống phân loại của APG. Trong APG III, họ này chứa khoảng 25-28 hay 29 chi với khoảng 165-172 loài (nghĩa rộng, tùy tác giả), nhưng trên website của APG thì họ này chỉ chứa 3 chi với 57 loài (nghĩa hẹp). Theo phân tích phát sinh chủng loài của Malécot & ctv., 2004) thì họ Olacaceae theo nghĩa rộng là cận ngành. Phân tích tiếp theo do Malécot & Nickrent tiến hành năm 2008 cho thấy họ Olacaceae nghĩa rộng nên tách ra thành bảy nhánh và điều này được ghi nhận trên website của APG như là các họ Erythropalaceae, Strombosiaceae, Coulaceae, Ximeniaceae, Aptandraceae, Olacaceae sensu stricto và Octoknemaceae.

## Các chi
- Olacaceae sensu stricto: 3-4 chi, khoảng 57-58 loài.
  - Brachymema?: GRIN xếp chi Brachymema vào họ này[4].
  - Dulacia: 13 loài.
  - Olax (bao gồm cả Drebbelia, Fissilia, Pseudaleia, Spermaxyrum): Khoảng 40 loài. Việt Nam có 6 loài. Tên gọi trong tiếng Việt: dương đầu, mao trật, cat lo, trai noc, thiết thanh. Tính đơn ngành của chi Olax không được xác nhận trong nghiên cứu của Valéry Malécot và Daniel L. Nickrent năm 2008. Các tác giả đề xuất gộp chi Dulacia vào chi này để giữ tính đơn ngành[1].
  - Ptychopetalum: 4 loài.
- Erythropalaceae 3-4 chi, 38-40 loài. GRIN công nhận 3 chi[5].
  - Erythropalum: 1 loài. L. Watson và M.J. Dallwitz chỉ xếp mỗi chi này trong họ Erythropalaceae [6]. Có tại Việt Nam. Tên gọi trong tiếng Việt: dây hương, xích thương đằng.
  - Heisteria (bao gồm cả Acrolobus, Aptandropsis, Hemiheisteria, Hesioda, Phanerocalyx, Rhaptostylum): khoảng 36 loài.
  - Maburea: 1 loài. Không thấy ghi nhận trong L. Watson và M.J. Dallwitz như là một phần của họ Olacaceae.
  - Brachymema: 1 loài?. Website của APG xếp Brachymema trong họ này. Dan Nickrent[7] trên website của mình cho biết phân tích hình thái mô tả theo nhánh trong luận án của Malécot (2002) gợi ý rằng nó có thể là một phần của bộ Ericales. Gần đây hơn, Ken Wurdack (Viện Smithsonian) đã tiến hành các phân tích phân tử và chi này quả thực thuộc về họ Olacaceae. Điều này cũng được GRIN công nhận[4]. Tuy nhiên, Daniel L. Nickrent và ctv trong bài báo công bố tháng 4 năm 2010[8] lại không đưa chi này vào bất kỳ họ nào trong phân loại của các tác giả. Cũng không thấy ghi nhận trong L. Watson và M.J. Dallwitz như là một phần của họ Olacaceae.
- Strombosiaceae: 6 chi, 18 loài. GRIN công nhận 6 chi[9].
  - Diogoa: 2 loài
  - Engomegoma: 1 loài. Không thấy ghi nhận trong L. Watson và M.J. Dallwitz như là một phần của họ Olacaceae.
  - Scorodocarpus: 1 loài
  - Strombosia (bao gồm cả Lavallea, Lavalleopsis): 9 loài
  - Strombosiopsis: 3 loài
  - Tetrastylidium: 2 loài
- Coulaceae: 3 chi, 3 loài. GRIN công nhận 3 chi[10]
  - Coula: 1 loài
  - Minquartia (bao gồm cả Eganthus, Endusa): 1 loài
  - Ochanostachys:1 loài
- Ximeniaceae: 4 chi, 13 loài. GRIN công nhận 4 chi[11]
  - Curupira: 1 loài
  - Douradoa: 1 loài
  - Malania: 1 loài, toán đầu quả
  - Ximenia (bao gồm cả Heymassoli, Pimecaria, Rottboelia, Ximeniopsis): 10 loài. Tại Việt Nam có 1 loài. Tên gọi trong tiếng Việt: hải đàn.
- Aptandraceae: 8 chi, 34 loài. GRIN công nhận 8 chi[12].
  - Anacolosa: 16 loài. Tại Việt Nam có 4 loài. Các tên gọi trong tiếng Việt: xun, xinh, xunh, cà mơn
  - Aptandra: 4 loài
  - Cathedra: 5 loài
  - Chaunochiton (bao gồm cả Sagotanthus): 3 loài
  - Harmandia: 1 loài. Có tại Việt Nam. Tên gọi trong tiếng Việt: mũ tai bèo, tai bèo, chìa vôi nam, ta can xoan
  - Ongokea: 1 loài
  - Phanerodiscus: 3 loài
  - Hondurodendron: 1 loài. Không thấy ghi nhận trong L. Watson và M.J. Dallwitz như là một phần của họ Olacaceae.
- Octoknemaceae hay Octonemaceae: 1 chi, 7 loài. GRIN công nhận 1 chi[13].
  - Octoknema (hay Octonema): khoảng 7 loài. L. Watson và M.J. Dallwitz coi họ Octoknemaceae chứa 2 chi là chi này và Okoubaka[14], mặc dù cũng xếp nó trong họ Santalaceae[15], nhưng Okoubaka được APG III xếp trong họ Santalaceae nghĩa rộng (họ Cervantesiaceae theo Nickrent, 2010[8].).

L. Watson và M.J. Dallwitz còn xếp chi Schoefia (sô phi, thanh bì) trong họ Olacaceae, nhưng hiện tại chi này là một trong 3 chi hợp thành họ Schoepfiaceae được APG III cũng như GRIN công nhận.